# Soldatenwallfahrt
Eine Soldatenwallfahrt ist eine Wallfahrt im Rahmen der Militärseelsorge.
Die Geschichte der Internationalen Soldatenwallfahrt (franz.: Pèlerinage militaire international) geht zurück auf das Jahr 1944, als französische Soldaten erstmals nach Lourdes pilgerten. An der Pilgerfahrt nach Lourdes nahmen zunächst weitere Soldaten aus der regionalen Umgebung und dann aus ganz Frankreich teil. Es entwickelte sich 1953 bei einem Treffen von Kriegsveteranen der Gedanke, diese nationale Pilgerreise auf eine internationale Ebene auszuweiten. Ziel war es, dass Lourdes Ort der Begegnung und der Versöhnung der Nationen wird, die sich im Zweiten Weltkrieg bekämpft hatten. 
Die erste internationale Soldatenwallfahrt fand dann 1958 statt, als sich die Marien-Erscheinungen zum 100. Mal jährten. 2008 nahmen an der 50. Internationalen Soldatenwallfahrt ca. 25.000 Soldaten aus 40 Nationen teil.
2012 thematisierte Regisseur Tarek Ehlail die Wallfahrt in einem Dokumentarfilm mit dem Titel Glaubenskrieger.